# 严州 (安徽)
严州，中国唐朝时设置的州。
唐高祖武德四年（621年）萧铣置严州，治所宿松县（在今安徽省宿松县）。以严恭山为名。归唐，武德七年（624年）废除智州，望江县改属于严州，武德八年（624年）废除严州，宿松县、望江县改属舒州。